# Daiki Yamamoto
Daiki Yamamoto (山本 大稀 Yamamoto Daiki?), född 25 mars 1992 i Osaka prefektur, är en japansk fotbollsspelare.
Yamamoto började sin karriär 2014 i Gainare Tottori. 2016 flyttade han till Tochigi SC.